# Associazione Sportiva Lucchese Libertas 1905 2016-2017
Questa voce raccoglie le informazioni riguardanti l'Associazione Sportiva Lucchese Libertas 1905 nelle competizioni ufficiali della stagione 2016-2017.

## Stagione
Nella stagione 2016-2017 la Lucchese disputa il trentanovesimo campionato di terza serie della sua storia, prendendo parte alla Lega Pro - girone A.
Nella Coppa Italia di Lega Pro la squadra non supera la fase eliminatoria, classificandosi seconda nel girone D dietro al Prato e davanti alla Pistoiese.
Il 27 marzo 2017 dopo la sconfitta con la Viterbese Castrense viene esonerato Giuseppe Galderisi, sostituito da Giovanni Lopez.
La squadra conclude il campionato al nono posto con 51 punti ed accede ai Play-off. Superato il primo turno contro l'Arezzo, vince la doppia sfida con l'AlbinoLeffe, per poi perdere nei quarti di finale contro il Parma.

## Divise e sponsor
Lo sponsor tecnico per la seconda stagione consecutiva è Legea. Lo sponsor ufficiale è Dì Lucca, sui pantaloncini è presente il secondo sponsor Gesam. La prima divisa indossata fino a metà ottobre, era di colore nero superiormente e a strisce verticali rossonere nella restante parte. Successivamente è stata adottata la maglia a strisce rossonere con una pantera stilizzata di colore bianco sul fianco sinistro. I pantaloncini e i calzettoni sono neri. La seconda maglia è di colore nero, la terza è gialla fosforescente con una banda diagonale rossonera da sinistra a destra.

## Rosa
Aggiornata al 27 marzo 2017.
| N. |                    | Ruolo | Calciatore        |
| -- | ------------------ | ----- | ----------------- |
| 1  | Italia (bandiera)  | P     | Giuseppe Di Masi  |
| 2  | Italia (bandiera)  | D     | Lorenzo Melli     |
| 2  | Italia (bandiera)  | D     | Christian Tavanti |
| 3  | Brasile (bandiera) | D     | Tulhão            |
| 4  | Italia (bandiera)  | D     | Federico Brusacà  |
| 4  | Italia (bandiera)  | D     | Filippo Florio    |
| 5  | Italia (bandiera)  | D     | Marco Maini       |
| 6  | Italia (bandiera)  | D     | Ciro Capuano      |
| 7  | Italia (bandiera)  | A     | Mario Merlonghi   |
| 8  | Italia (bandiera)  | C     | Nicola Mingazzini |
| 9  | Italia (bandiera)  | A     | Francesco Forte   |
| 9  | Italia (bandiera)  | A     | Simone Raffini    |
| 10 | Italia (bandiera)  | A     | Jacopo Fanucchi   |
| 11 | Italia (bandiera)  | A     | Giovanni Terrani  |
| 11 | Italia (bandiera)  | A     | Gianluca D'Auria  |
| 12 | Italia (bandiera)  | P     | Fabio Rinaldi     |
| 12 | Italia (bandiera)  | P     | Mirko Ronchi      |
| 13 | Italia (bandiera)  | A     | Emiliano Fratini  |

| N. |                      | Ruolo | Calciatore             |
| -- | -------------------- | ----- | ---------------------- |
| 14 | Italia (bandiera)    | C     | Erik Amedeo Ballardini |
| 15 | Italia (bandiera)    | C     | Matteo Nolè (capitano) |
| 16 | Italia (bandiera)    | C     | Mirko Bruccini         |
| 17 | Italia (bandiera)    | A     | Andrea Bragadin        |
| 18 | Argentina (bandiera) | A     | Leandro Martínez       |
| 18 | Italia (bandiera)    | C     | Alessio Cannoni        |
| 19 | Argentina (bandiera) | D     | Marcos Espeche         |
| 20 | Italia (bandiera)    | C     | Mario Gargiulo         |
| 21 | Italia (bandiera)    | A     | Alessio Zecchinato     |
| 22 | Italia (bandiera)    | P     | Tommaso Nobile         |
| 23 | Italia (bandiera)    | A     | Mattia Cecconello      |
| 24 | Italia (bandiera)    | D     | Luca Cecchini          |
| 26 | Italia (bandiera)    | A     | Cristian Longobardi    |
| 27 | Italia (bandiera)    | D     | Simone De Martino      |
| 28 | Italia (bandiera)    | A     | Gianmarco De Feo       |
| 29 | Albania (bandiera)   | D     | Kastriot Dermaku       |
|    | Ghana (bandiera)     | D     | Nii Nortey Ashong      |

## Calciomercato
Confermati il portiere Giuseppe Di Masi, i difensori Marcos Espeche, Marco Maini e Lorenzo Melli, i centrocampisti Erik Amedeo Ballardini, Nicola Mingazzini e il capitano Matteo Nolè, gli attaccanti Jacopo Fanucchi e Giovanni Terrani.

### Sessione estiva(dal 01/07 al 31/08)
| Acquisti | Acquisti                | Acquisti     | Acquisti              |
| R.       | Nome                    | da           | Modalità              |
| -------- | ----------------------- | ------------ | --------------------- |
| P        | Tommaso Emanuele Nobile | Matelica     | definitivo            |
| P        | Fabio Rinaldi           | Argentina    | prestito              |
| D        | Tulio Bagatini Marotti  | Trapani      | prestito              |
| D        | Ciro Capuano            | Akragas      | definitivo            |
| D        | Luca Cecchini           | Entella      | definitivo (biennale) |
| D        | Simone De Martino       | Arezzo       | definitivo            |
| D        | Kastriot Dermaku        | Empoli       | prestito              |
| D        | Filippo Florio          | Ascoli       | prestito              |
| C        | Mirko Bruccini          | Reggiana     | definitivo            |
| C        | Mario Gargiulo          | Chievo       | prestito              |
| A        | Francesco Forte         | Inter        | prestito              |
| A        | Mattia Cecconello       | Vicenza      | definitivo            |
| A        | Gianmarco De Feo        | Siena        | prestito              |
| A        | Leandro Martínez        | Haladás      | prestito              |
| A        | Mario Merlonghi         | San Nicolò   | definitivo            |
| A        | Alessio Zecchinato      | Montebelluna | definitivo            |

| Cessioni | Cessioni              | Cessioni  | Cessioni      |
| R.       | Nome                  | a         | Modalità      |
| -------- | --------------------- | --------- | ------------- |
| P        | Riccardo Ferrara      | Trapani   | fine prestito |
| P        | Riccardo Mengoni      | -         | svincolato    |
| D        | Errico Altobello      | Taranto   | definitivo    |
| D        | Alex Benvenga         | -         | svincolato    |
| D        | Riccardo Calcagni     | Pontedera | definitivo    |
| D        | Filippo Lorenzini     | -         | svincolato    |
| D        | Pierluigi Montanaro   | Empoli    | prestito      |
| D        | Ruben Palomeque       | Bologna   | fine prestito |
| C        | Stefano Botta         | Reggina   | svincolato    |
| C        | Marco Marchesi        | -         | rescissione   |
| C        | Christian Monacizzo   | Imolese   | definitivo    |
| C        | Niccolò Rosseti       | Arezzo    | definitivo    |
| A        | Niko Bianconi         | Vicenza   | fine prestito |
| A        | Piergiuseppe Maritato | Vicenza   | fine prestito |
| A        | Tommaso Pecchioli     | -         | svincolato    |
| A        | Demiro Pozzebon       | Messina   | definitivo    |
| A        | Francisco Sartore     | Matera    | definitivo    |

### Fuori sessione
| Acquisti | Acquisti            | Acquisti   | Acquisti   |
| R.       | Nome                | da         | Modalità   |
| -------- | ------------------- | ---------- | ---------- |
| A        | Cristian Longobardi | svincolato | definitivo |

| Cessioni | Cessioni            | Cessioni | Cessioni                |
| R.       | Nome                | a        | Modalità                |
| -------- | ------------------- | -------- | ----------------------- |
| A        | Mattia Cecconello   | -        | rescissione consensuale |
| D        | Lorenzo Melli       | -        | risoluzione consensuale |
| A        | Cristian Longobardi | -        | risoluzione consensuale |

### Sessione invernale(dal 03/01 al 31/01)
| Acquisti | Acquisti          | Acquisti       | Acquisti   |
| R.       | Nome              | da             | Modalità   |
| -------- | ----------------- | -------------- | ---------- |
| P        | Mirko Ronchi      | Chieti         | definitivo |
| D        | Federico Brusacà  | Lumezzane      | prestito   |
| D        | Christian Tavanti | Sambenedettese | definitivo |
| C        | Alessio Cannoni   | Maceratese     | prestito   |
| A        | Gianluca D'Auria  | Monopoli       | prestito   |
| A        | Simone Raffini    | Pordenone      | prestito   |

| Cessioni | Cessioni               | Cessioni    | Cessioni      |
| R.       | Nome                   | a           | Modalità      |
| -------- | ---------------------- | ----------- | ------------- |
| P        | Fabio Rinaldi          | Pro Vasto   | prestito      |
| D        | Nii Nortey Ashong      | Fano        | definitivo    |
| D        | Filippo Florio         | Ascoli      | fine prestito |
| D        | Tulio Bagatini Marotti | Trapani     | fine prestito |
| A        | Francesco Forte        | Inter       | fine prestito |
| A        | Emiliano Fratini       | Montecatini | prestito      |
| A        | Leandro Martínez       | Haladás     | fine prestito |
| A        | Giovanni Terrani       | Perugia     | definitivo    |

### Fuori sessione
| Acquisti | Acquisti | Acquisti | Acquisti |
| R.       | Nome     | da       | Modalità |
| -------- | -------- | -------- | -------- |

| Cessioni | Cessioni               | Cessioni | Cessioni                |
| R.       | Nome                   | a        | Modalità                |
| -------- | ---------------------- | -------- | ----------------------- |
| C        | Erik Amedeo Ballardini | -        | risoluzione consensuale |

## Risultati

### Lega Pro

#### Girone di andata
| Arbitro: | Zufferli (Udine) |

|                  |           |                 |
| Forte 87’ (rig.) | Marcatori | 80’ Taugourdeau |

| Arbitro: | N. Marini (Trieste) |

|                        |           |                  |
| Capello 8’ Piredda 66’ | Marcatori | 56’, 90+4’ Forte |

| Arbitro: | Massimi (Termoli) |

|  |           |                     |
|  | Marcatori | 59’ (rig.) González |

| Arbitro: | D'Apice (Arezzo) |

|                               |           |  |
| Provenzano 12’ Shekiladze 24’ | Marcatori |  |

| Arbitro: | Mancini (Fermo) |

|               |           |                |
| Venitucci 15’ | Marcatori | 85’ Mingazzini |

| Arbitro: | Piscopo (Imperia) |

|                          |           |                                     |
| Terrani 10’ Bruccini 33’ | Marcatori | 53’ (rig.) Moscardelli 79’ Polidori |

| Arbitro: | Nicoletti (Catanzaro) |

|                  |           |                                        |
| Santini 18’, 20’ | Marcatori | 24’, 36’ Forte 31’ Martínez 59’ De Feo |

| Arbitro: | Mantelli (Brescia) |

|                                              |           |  |
| De Feo 4’ Terrani 20’ Forte 25’ Martínez 87’ | Marcatori |  |

| Arbitro: | Natilla (Molfetta) |

|                |           |  |
| Chinellato 14’ | Marcatori |  |

| Arbitro: | Detta (Mantova) |

|                             |           |  |
| Forte 12’, 41’ Bruccini 87’ | Marcatori |  |

| Piacenza 30 ottobre 2016, ore 18:30 CET 11ª giornata | Pro Piacenza             | 0 – 0 referto | Lucchese | Stadio Leonardo Garilli (465 spett.)\| Arbitro: \| Pashuku (Albano Laziale) \| |
| Arbitro:                                             | Pashuku (Albano Laziale) |               |          |                                                                                |

| Arbitro: | Capone (Palermo) |

|                               |           |          |
| De Feo 28’ Terrani 87’ (rig.) | Marcatori | 82’ Diop |

| Arbitro: | Chindemi (Viterbo) |

|               |           |              |
| Merlonghi 12’ | Marcatori | 4’ Marzeglia |

| Roma 20 novembre 2016, ore 14:30 CET 14ª giornata | Racing Roma        | 0 – 0 referto | Lucchese | Stadio Casal del Marmo (300 spett.)\| Arbitro: \| Meleleo (Casarano) \| |
| Arbitro:                                          | Meleleo (Casarano) |               |          |                                                                         |

| Arbitro: | De Remigis (Teramo) |

|                      |           |  |
| Forte 3’ Terrani 53’ | Marcatori |  |

| Arbitro: | Luciano (Lamezia Terme) |

|             |           |                |
| Firenze 72’ | Marcatori | 53’, 70’ Forte |

| Arbitro: | Guccini (Albano Laziale) |

|           |           |  |
| Forte 45’ | Marcatori |  |

| Arbitro: | D'Ascanio (Ancona) |

|              |           |           |
| Miracoli 49’ | Marcatori | 86’ Forte |

| Arbitro: | Marchetti (Ostia Lido) |

|                |           |                       |
| Zecchinato 81’ | Marcatori | 15’ Marotta 91’ Bruno |

#### Girone di ritorno
| Arbitro: | Ayroldi (Molfetta) |

|           |           |              |
| Segre 83’ | Marcatori | 4’, 9’ Forte |

| Arbitro: | Gariglio (Pinerolo) |

|             |           |          |
| Dermaku 49’ | Marcatori | 9’ Kouko |

| Arbitro: | Prontera (Bologna) |

|                          |           |            |
| Gonzalez 61’, 71’ (rig.) | Marcatori | 21’ De Feo |

| Arbitro: | Andreini (Forlì) |

|                                              |           |                |
| Merlonghi 39’ De Feo 61’ Fanucchi 88’ (rig.) | Marcatori | 43’ Shekiladze |

| Lucca 5 febbraio 2017, ore 14:30 CET 24ª giornata | Lucchese          | 0 – 0 referto | Livorno | Stadio Porta Elisa (2.875 spett.)\| Arbitro: \| Amabile (Vicenza) \| |
| Arbitro:                                          | Amabile (Vicenza) |               |         |                                                                      |

| Arezzo 12 febbraio 2017, ore 20:30 CET 25ª giornata | Arezzo                  | 0 – 0 referto | Lucchese | Stadio Città di Arezzo (3.433 spett.)\| Arbitro: \| Paolini (Ascoli Piceno) \| |
| Arbitro:                                            | Paolini (Ascoli Piceno) |               |          |                                                                                |

| Arbitro: | Boggi (Salerno) |

|  |           |               |
|  | Marcatori | 90+1’ Kabashi |

| Arbitro: | De Angeli (Abbiategrasso) |

|                                               |           |             |
| Fofana 57’ (rig.), 81’ (rig.) Iadaresta 90+3’ | Marcatori | 5’ Fanucchi |

| Arbitro: | Giua (Olbia) |

|              |           |               |
| Bruccini 68’ | Marcatori | 90+4’ Fissore |

| Arbitro: | Pillitteri (Palermo) |

|                             |           |                          |
| Moncini 34’, 74’ Tavano 72’ | Marcatori | 14’ De Feo 90+4’ Dermaku |

| Arbitro: | De Santis (Lecce) |

|              |           |  |
| Fanucchi 24’ | Marcatori |  |

| Arbitro: | De Tullio (Bari) |

|                      |           |  |
| Cuffa 27’ Neglia 68’ | Marcatori |  |

| Meda 1º aprile 2017, ore 18:30 CEST 32ª giornata | Renate               | 0 – 0 referto | Lucchese | Stadio Città di Meda (250 spett.)\| Arbitro: \| Pietropaolo (Modena) \| |
| Arbitro:                                         | Pietropaolo (Modena) |               |          |                                                                         |

| Arbitro: | Santoro (Messina) |

|                        |           |             |
| De Feo 58’ Raffini 62’ | Marcatori | 75’ Vastola |

| Arbitro: | Viotti (Tivoli) |

|            |           |              |
| Rovini 59’ | Marcatori | 24’ Cecchini |

| Arbitro: | Pagliardini (Arezzo) |

|                                     |           |                        |
| De Feo 4’, 48’ Merlonghi 51’ (rig.) | Marcatori | 7’ Ciurria 60’ Marotta |

| Arbitro: | Massimi (Termoli) |

|              |           |  |
| Maiorino 26’ | Marcatori |  |

| Arbitro: | Prontera (Bologna) |

|                  |           |  |
| Fanucchi 8’, 24’ | Marcatori |  |

| Arbitro: | Meleleo (Casarano) |

|                   |           |  |
| Gullit Okyere 40’ | Marcatori |  |

### Play-off

#### Prima fase
| Arbitro: | Guccini (Albano Laziale) |

|                |           |                           |
| Moscardelli 9’ | Marcatori | 48’ Bruccini 61’ Cecchini |

#### Seconda fase
| Arbitro: | Proietti (Terni) |

|                |           |  |
| Bruccini 90+6’ | Marcatori |  |

| Bergamo 24 maggio 2017, ore 20:30 CEST Ritorno | AlbinoLeffe        | 0 – 0 referto | Lucchese | Stadio Atleti Azzurri d'Italia (1.212 spett.)\| Arbitro: \| Dionisi (L'Aquila) \| |
| Arbitro:                                       | Dionisi (L'Aquila) |               |          |                                                                                   |

#### Quarti di finale
| Arbitro: | Fourneau (Roma) |

|                 |           |                     |
| Calaiò 44’, 75’ | Marcatori | 35’ (rig.) Fanucchi |

| Arbitro: | Piscopo (Imperia) |

|             |           |                      |
| D'Auria 17’ | Marcatori | 13’ Baraye 52’ Edera |

### Coppa Italia Lega Pro

#### Fase eliminatoria a gironi
| Arbitro: | Bertani (Pisa) |

|                  |           |                       |
| Forte 90’ (rig.) | Marcatori | 24’ Rovini 42’ Varano |

| Arbitro: | Pashuku (Albano Laziale) |

|  |           |               |
|  | Marcatori | 90+4’ Terrani |

## Statistiche
Aggiornate al 4 giugno 2017.

### Statistiche di squadra
| Competizione          | Punti   | In casa | In casa | In casa | In casa | In casa | In casa | In trasferta | In trasferta | In trasferta | In trasferta | In trasferta | In trasferta | Totale | Totale | Totale | Totale | Totale | Totale | DR |
| Competizione          | Punti   | G       | V       | N       | P       | Gf      | Gs      | G            | V            | N            | P            | Gf           | Gs           | G      | V      | N      | P      | Gf     | Gs     | DR |
| --------------------- | ------- | ------- | ------- | ------- | ------- | ------- | ------- | ------------ | ------------ | ------------ | ------------ | ------------ | ------------ | ------ | ------ | ------ | ------ | ------ | ------ | -- |
| Lega Pro (Girone A)   | 51 (-2) | 19      | 10      | 6       | 3       | 30      | 15      | 19           | 3            | 8            | 8            | 17           | 24           | 38     | 13     | 14     | 11     | 47     | 39     | +8 |
| Play-off              |         | 2       | 1       | 0       | 1       | 2       | 2       | 3            | 1            | 1            | 1            | 3            | 3            | 5      | 2      | 1      | 2      | 5      | 5      | 0  |
| Coppa Italia Lega Pro | 3       | 1       | 0       | 0       | 1       | 1       | 2       | 1            | 1            | 0            | 0            | 1            | 0            | 2      | 1      | 0      | 1      | 2      | 2      | 0  |
| Totale                | 54      | 22      | 11      | 6       | 5       | 33      | 19      | 23           | 5            | 9            | 9            | 21           | 27           | 45     | 16     | 15     | 14     | 54     | 46     | +8 |

### Andamento in campionato
| Giornata  | 1  | 2  | 3  | 4  | 5  | 6  | 7  | 8  | 9  | 10 | 11 | 12 | 13 | 14 | 15 | 16 | 17 | 18 | 19 | 20 | 21 | 22 | 23 | 24 | 25 | 26 | 27 | 28 | 29 | 30 | 31 | 32 | 33 | 34 | 35 | 36 | 37 | 38 |
| --------- | -- | -- | -- | -- | -- | -- | -- | -- | -- | -- | -- | -- | -- | -- | -- | -- | -- | -- | -- | -- | -- | -- | -- | -- | -- | -- | -- | -- | -- | -- | -- | -- | -- | -- | -- | -- | -- | -- |
| Luogo     | C  | T  | C  | T  | T  | C  | T  | C  | T  | C  | T  | C  | C  | T  | C  | T  | C  | T  | C  | T  | C  | T  | C  | C  | T  | C  | T  | C  | T  | C  | T  | T  | C  | T  | C  | T  | C  | T  |
| Risultato | N  | N  | P  | P  | N  | N  | V  | V  | P  | V  | N  | V  | N  | N  | V  | V  | V  | N  | P  | V  | N  | P  | V  | N  | N  | P  | P  | N  | P  | V  | P  | N  | V  | N  | V  | P  | V  | P  |
| Posizione | 12 | 11 | 15 | 19 | 18 | 18 | 13 | 11 | 12 | 9  | 10 | 9  | 9  | 10 | 9  | 6  | 5  | 6  | 7  | 6  | 5  | 6  | 6  | 6  | 6  | 8  | 10 | 11 | 11 | 11 | 11 | 11 | 11 | 10 | 10 | 10 | 9  | 9  |

Fonte:  Lega Pro Girone A 2016/2017, su calcio.com.
Legenda:

Luogo: C = Casa; T = Trasferta. Risultato: V = Vittoria; N = Pareggio; P = Sconfitta.

### Statistiche dei giocatori
In corsivo i giocatori ceduti a stagione in corso.
| Giocatore           | Lega Pro + Play-off | Lega Pro + Play-off | Lega Pro + Play-off | Lega Pro + Play-off | Coppa Italia Lega Pro | Coppa Italia Lega Pro | Coppa Italia Lega Pro | Coppa Italia Lega Pro | Totale   | Totale | Totale      | Totale     |
| Giocatore           | Presenze            | Reti                | Ammonizioni         | Espulsioni          | Presenze              | Reti                  | Ammonizioni           | Espulsioni            | Presenze | Reti   | Ammonizioni | Espulsioni |
| ------------------- | ------------------- | ------------------- | ------------------- | ------------------- | --------------------- | --------------------- | --------------------- | --------------------- | -------- | ------ | ----------- | ---------- |
| G. Di Masi          | 7                   | -10                 | 2                   | 0                   | 1                     | -0                    | 0                     | 0                     | 8        | -10    | 2           | 0          |
| L. Melli            | 1                   | 0                   | 1                   | 0                   | 2                     | 0                     | 0                     | 0                     | 3        | 0      | 1           | 0          |
| C. Tavanti          | 13+5                | 0                   | 1+2                 | 0                   | -                     | -                     | -                     | -                     | 18       | 0      | 3           | 0          |
| T. Bagatini Marotti | 1                   | 0                   | 0                   | 0                   | 1                     | 0                     | 0                     | 0                     | 2        | 0      | 0           | 0          |
| F. Brusacà          | 1                   | 0                   | 0                   | 0                   | -                     | -                     | -                     | -                     | 1        | 0      | 0           | 0          |
| F. Florio           | 13                  | 0                   | 1                   | 0                   | 0                     | 0                     | 0                     | 0                     | 13       | 0      | 1           | 0          |
| M. Maini            | 19                  | 0                   | 5                   | 0                   | 0                     | 0                     | 0                     | 0                     | 19       | 0      | 5           | 0          |
| C. Capuano          | 32+5                | 0                   | 6+1                 | 1                   | 2                     | 0                     | 1                     | 0                     | 39       | 0      | 8           | 1          |
| M. Merlonghi        | 30+3                | 3                   | 4+1                 | 0                   | 2                     | 0                     | 0                     | 0                     | 35       | 3      | 5           | 0          |
| N. Mingazzini       | 28+3                | 1                   | 8                   | 0                   | 2                     | 0                     | 0                     | 0                     | 33       | 1      | 8           | 0          |
| F. Forte            | 21                  | 15                  | 2                   | 0                   | 2                     | 1                     | 0                     | 0                     | 23       | 16     | 2           | 0          |
| S. Raffini          | 16+4                | 1                   | 0+1                 | 0                   | -                     | -                     | -                     | -                     | 20       | 1      | 1           | 0          |
| J. Fanucchi         | 33+5                | 5+1                 | 4+2                 | 0                   | 2                     | 0                     | 1                     | 0                     | 40       | 6      | 7           | 0          |
| G. Terrani          | 20                  | 4                   | 2                   | 0                   | 1                     | 1                     | 0                     | 0                     | 21       | 5      | 2           | 0          |
| G. D'Auria          | 5+4                 | 0+1                 | 1+1                 | 0                   | -                     | -                     | -                     | -                     | 9        | 1      | 2           | 0          |
| F. Rinaldi          | 0                   | 0                   | 0                   | 0                   | 0                     | 0                     | 0                     | 0                     | 0        | 0      | 0           | 0          |
| M. Ronchi           | 0                   | 0                   | 0                   | 0                   | -                     | -                     | -                     | -                     | 0        | 0      | 0           | 0          |
| E. Fratini          | 0                   | 0                   | 0                   | 0                   | 0                     | 0                     | 0                     | 0                     | 0        | 0      | 0           | 0          |
| E. Ballardini       | 1                   | 0                   | 1                   | 0                   | 0                     | 0                     | 0                     | 0                     | 1        | 0      | 1           | 0          |
| M. Nolè             | 30+5                | 0                   | 5+1                 | 0                   | 2                     | 0                     | 0                     | 0                     | 37       | 0      | 6           | 0          |
| M. Bruccini         | 35+5                | 3+2                 | 6+1                 | 1                   | 2                     | 0                     | 0                     | 0                     | 42       | 5      | 7           | 1          |
| A. Bragadin         | 9+1                 | 0                   | 1                   | 0                   | 1                     | 0                     | 0                     | 0                     | 11       | 0      | 1           | 0          |
| L. Martínez         | 11                  | 2                   | 0                   | 0                   | -                     | -                     | -                     | -                     | 11       | 2      | 0           | 0          |
| A. Cannoni          | 1                   | 0                   | 0                   | 0                   | -                     | -                     | -                     | -                     | 1        | 0      | 0           | 0          |
| M. Espeche          | 36+5                | 0                   | 8+1                 | 0                   | 2                     | 0                     | 0                     | 0                     | 43       | 0      | 9           | 0          |
| M. Gargiulo         | 18+3                | 0                   | 1                   | 0                   | 2                     | 0                     | 1                     | 0                     | 23       | 0      | 2           | 0          |
| A. Zecchinato       | 10                  | 1                   | 1                   | 0                   | 2                     | 0                     | 0                     | 0                     | 12       | 1      | 1           | 0          |
| T. Nobile           | 31+5                | -29+-5              | 2                   | 0                   | 1                     | -2                    | 0                     | 0                     | 37       | -36    | 2           | 0          |
| M. Cecconello       | 0                   | 0                   | 0                   | 0                   | 0                     | 0                     | 0                     | 0                     | 0        | 0      | 0           | 0          |
| L. Cecchini         | 32+5                | 1+1                 | 3                   | 0                   | 1                     | 0                     | 0                     | 0                     | 38       | 2      | 3           | 0          |
| E. Nottoli          | 0                   | 0                   | 0                   | 0                   | 0                     | 0                     | 0                     | 0                     | 0        | 0      | 0           | 0          |
| C. Longobardi       | 6                   | 0                   | 0                   | 0                   | -                     | -                     | -                     | -                     | 6        | 0      | 0           | 0          |
| G. De Feo           | 34+5                | 9                   | 6                   | 1                   | -                     | -                     | -                     | -                     | 39       | 9      | 6           | 1          |
| S. De Martino       | 1                   | 0                   | 0                   | 0                   | -                     | -                     | -                     | -                     | 1        | 0      | 0           | 0          |
| K. Dermaku          | 33+5                | 2                   | 4+1                 | 1                   | -                     | -                     | -                     | -                     | 38       | 2      | 5           | 1          |
| N.N. Ashong         | -                   | -                   | -                   | -                   | -                     | -                     | -                     | -                     | -        | -      | -           | -          |